# Gilbert Coutau

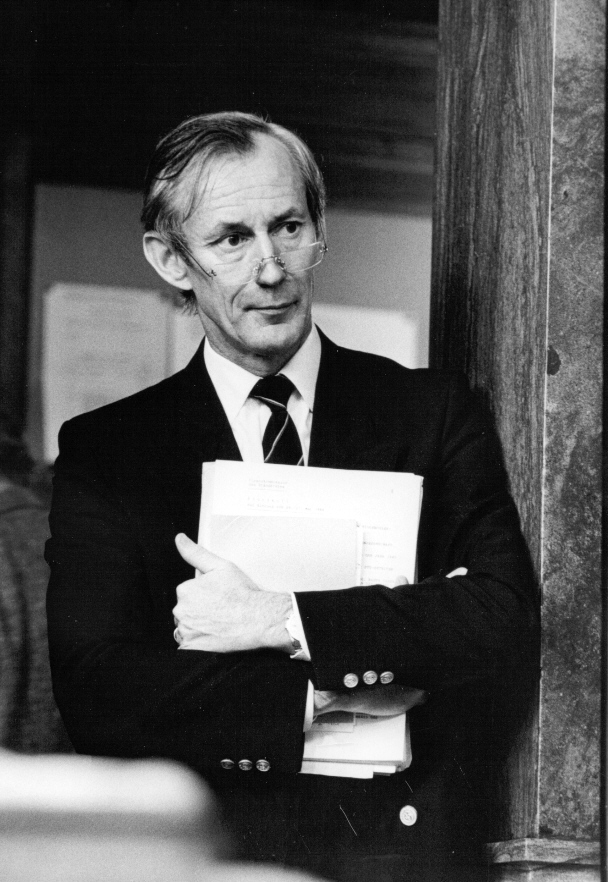
Gilbert Coutau

Gilbert Coutau (* 11. März 1936, heimatberechtigt in Genf) ist ein Schweizer Politiker (LPS).

## Leben
Coutau studierte Rechtswissenschaften an der Universität Genf und schloss diese im Jahr 1959 erfolgreich ab. Danach arbeitete er bei der Gesellschaft für Förderung der schweizerischen Wirtschaft und ist seit 1991 als unabhängiger Berater Wirtschafts- und Kommunikationsfragen tätig. Weiter präsidierte er von 1996 bis 2002 die Genfer Handels- und Industriekammer. In den Jahren 1997 bis 2003 war er im Verwaltungsrat bei der Swiss Life.
Zum 26. November 1979 wurde er in den Nationalrat gewählt. Er war dort in der Kommission über das Bundesgesetz über die Stempelabgaben tätig. Zum 25. November 1991 gelang ihm die Wahl in den Ständerat und hatte dort bis zu seiner Abwahl zum 3. Dezember 1995 Einsitz.
Während der Jahre 1985 bis 1989 war er Präsident der Liberalen Partei der Schweiz.